# Методі Андонов
Методі Андонов (болг. Методи Георгиев Андонов; нар. 29 серпня 1939, Каліште — пом. 12 квітня 1974, Софія)  — болгарський кінорежисер. Автор культового фільму болгарського кінематографа «Козячий ріг» (1972).

## Біографія
1955 року закінчив Національну академію театрального та кіномистецтва (ВІТІС). Працював театральним режисером. Однак справжню славу здобув саме як режисер кіна. Перша ж його робота — чорно-біла художня стрічка «Біла кімната» (1968) — отримала визнання.
Співпрацював із відомим болгарським письменником та кіносценаристом Боґомілом Райновим. За його романом зняв другу свою стрічку «Немає нічого кращого за погану погоду» (1971), яка також стала класичною.
Але пішов ще далі. 1972 зняв стрічку «Козячий ріг» із сюжетом із епохи турецького владарювання. Крім потужного антитурецького пафосу, переданого, зокрема, й через першу в болгарському кіні сцену зґвалтування, стрічка стала явищем загальноєвропейським. Мала успішний прокат у вільних країнах та СССР. У ній знялися молоді зірки болгарського кіна (зокрема, Катя Паскалева, Антон Ґорчев, Тодор Колев).
Імовірно під тиском болгарських спецслужб Методі Андонов зняв останню стрічку — «Велика нудьга» (1973).
За словами колег провадив аскетичне життя — не курив, не вживав алкоголь, утримувався від будь-яких компаній. Але раптово помер за нез'ясованих обставин.

## Фільмографія
- Бялата стая (1968)
- Няма нищо по-хубаво от лошото време (1971), за романом Боґоміла Райнова
- Козият рог (1972), за оповіданням Ніколая Хайтова
- Голямата скука (1973)